# تشاك تمبلتون
تشاك تمبلتون (بالإنجليزية: Chuck Templeton)‏ هو لاعب كرة قاعدة أمريكي، ولد في 1 يونيو 1932 في ديترويت في الولايات المتحدة، وتوفي في 9 أكتوبر 1997 في إيرفينغ في الولايات المتحدة.

## وصلات خارجية
- تشاك تمبلتون على موقعبيزبول رفرنس.كوم (الدوري الرئيسي) (الإنجليزية)
- تشاك تمبلتون على موقعبيزبول رفرنس.كوم (الدوري الثانوي) (الإنجليزية)